# Arcidiocesi di Jos
L'arcidiocesi di Jos (in latino Archidioecesis Iosensis) è una sede metropolitana della Chiesa cattolica in Nigeria. Nel 2023 contava 424.359 battezzati su 1.935.786 abitanti. È retta dall'arcivescovo Matthew Ishaya Audu.

## Territorio
L'arcidiocesi è situata nella parte centro-orientale del paese e comprende 6 local government areas dello stato nigeriano di Plateau: Bassa, Jos North, Jos East, Jos South, Barkin Ladi e Riyom.
Sede arcivescovile è la città di Jos, dove si trova la cattedrale di Nostra Signora di Fátima.
Il territorio si estende su 6.769 km² ed è suddiviso in 66 parrocchie.

### Provincia ecclesiastica
La provincia ecclesiastica di Jos, istituita nel 1994, comprende le seguenti suffraganee:
- la diocesi di Bauchi,
- la diocesi di Jalingo,
- la diocesi di Maiduguri,
- la diocesi di Pankshin,
- la diocesi di Shendam,
- la diocesi di Wukari,
- la diocesi di Yola.

## Storia
La prefettura apostolica di Jos fu eretta il 9 aprile 1934 con la bolla Praedecessorum Nostrorum di papa Pio XI, ricavandone il territorio dalla prefettura apostolica della Nigeria settentrionale (oggi arcidiocesi di Kaduna).
Il 28 aprile 1942 cedette una porzione del suo territorio a vantaggio dell'erezione della prefettura apostolica di Niamey (oggi arcidiocesi).
Il 18 aprile 1950 per effetto del decreto Cum in Africa della Sacra Congregazione di Propaganda Fide il nome latino della prefettura fu mutato da de Jos a Josensis.
Il 14 luglio 1950 cedette un'altra porzione del suo territorio a vantaggio dell'erezione della prefettura apostolica di Yola (oggi diocesi).
Il 29 giugno 1953 cedette un'ulteriore porzione del suo territorio a vantaggio dell'erezione della prefettura apostolica di Maiduguri (oggi diocesi) e contestualmente fu elevata a diocesi con la bolla Praeclara Christi di papa Pio XII. Originariamente era suffraganea dell'arcidiocesi di Lagos.
Il 16 luglio 1959 entrò a far parte della provincia ecclesiastica dell'arcidiocesi di Kaduna.
Il 26 marzo 1994 è stata ancora elevata ad arcidiocesi metropolitana con la bolla Universae Ecclesiae di papa Giovanni Paolo II.
Successivamente ha ceduto a più riprese ulteriori porzioni di territorio a vantaggio dell'erezione di nuove circoscrizioni ecclesiastiche e precisamente:
- la diocesi di Kafanchan il 10 luglio 1995;
- il vicariato apostolico di Bauchi (oggi diocesi) il 5 luglio 1996;
- la diocesi di Lafia il 5 dicembre 2000;
- la diocesi di Shendam il 2 giugno 2007;
- la diocesi di Pankshin il 18 marzo 2014.

L'arcidiocesi è teatro di violenti scontri religiosi fra cristiani e musulmani. Dal 24 al 26 dicembre 2010 numerosi attentati a case e chiese hanno causato la morte di più di 80 persone Secondo l'arcivescovo Ignatius Ayau Kaigama gli attentati avrebbero una motivazione politico-economica e manipolerebbero la religione piegandola a interessi di parte.

## Cronotassi dei vescovi
Si omettono i periodi di sede vacante non superiori ai 2 anni o non storicamente accertati.
- William Lumley, S.M.A. † (22 giugno 1934 - 29 giugno 1953 dimesso)
- John Reddington, S.M.A. † (10 aprile 1954 - 3 luglio 1974 dimesso)
- Gabriel Gonsum Ganaka † (5 ottobre 1974 - 11 novembre 1999 deceduto)
- Ignatius Ayau Kaigama (14 aprile 2000 - 11 marzo 2019 nominato arcivescovo coadiutore di Abuja)
- Matthew Ishaya Audu, dal 6 gennaio 2020

## Statistiche
L'arcidiocesi nel 2023 su una popolazione di 1.935.786 persone contava 424.359 battezzati, corrispondenti al 21,9% del totale.
| anno | popolazione | popolazione | popolazione | presbiteri | presbiteri | presbiteri | presbiteri                | diaconi | religiosi | religiosi | parrocchie |
| anno | battezzati  | totale      | %           | numero     | secolari   | regolari   | battezzati per presbitero | diaconi | uomini    | donne     | parrocchie |
| ---- | ----------- | ----------- | ----------- | ---------- | ---------- | ---------- | ------------------------- | ------- | --------- | --------- | ---------- |
| 1970 | 67.549      | 2.300.000   | 2,9         | 109        | 52         | 57         | 619                       |         | 57        | 18        |            |
| 1980 | 170.000     | 3.802.000   | 4,5         | 62         | 25         | 37         | 2.741                     | 3       | 52        | 45        |            |
| 1990 | 450.000     | 5.800.000   | 7,8         | 76         | 52         | 24         | 5.921                     |         | 56        | 79        |            |
| 1999 | 687.000     | 2.863.400   | 24,0        | 57         | 43         | 14         | 12.052                    |         | 33        | 69        | 28         |
| 2000 | 636.000     | 2.560.000   | 24,8        | 81         | 67         | 14         | 7.851                     |         | 27        | 66        | 32         |
| 2001 | 789.822     | 3.037.780   | 26,0        | 90         | 78         | 12         | 8.775                     |         | 27        | 81        | 32         |
| 2002 | 375.470     | 3.128.913   | 12,0        | 71         | 57         | 14         | 5.288                     |         | 30        | 83        | 32         |
| 2003 | 405.695     | 3.222.780   | 12,6        | 95         | 82         | 13         | 4.270                     |         | 29        | 53        | 32         |
| 2004 | 507.164     | 3.107.225   | 16,3        | 116        | 101        | 15         | 4.372                     |         | 33        | 64        | 32         |
| 2006 | 548.573     | 3.263.278   | 16,8        | 114        | 100        | 14         | 4.812                     |         | 73        | 60        | 49         |
| 2007 | 399.522     | 2.228.468   | 17,9        | 84         | 72         | 12         | 4.756                     |         | 2         | 64        | 37         |
| 2013 | 513.356     | 3.738.000   | 13,7        | 112        | 93         | 19         | 4.583                     |         | 101       | 58        | 62         |
| 2014 | 360.066     | 1.650.000   | 21,8        | 48         | 48         |            | 7.501                     |         | 16        | 51        | 43         |
| 2016 | 374.299     | 1.691.250   | 22,1        | 87         | 68         | 19         | 4.302                     |         | 81        | 54        | 45         |
| 2019 | 396.062     | 1.770.964   | 22,4        | 110        | 89         | 21         | 3.600                     |         | 65        | 58        | 57         |
| 2021 | 410.466     | 1.860.618   | 22,1        | 138        | 109        | 29         | 2.974                     |         | 50        | 64        | 60         |
| 2023 | 424.359     | 1.935.786   | 21,9        | 110        | 84         | 26         | 3.857                     |         | 81        | 65        | 66         |